# Goshgar Tahmazli
Goshgar Ilahi oglu Tahmazli (en azerí: Qoşqar İlahi oğlu Təhməzli; Zangilán, 29 de mayo de 1970) es Presidente de la Agencia de Seguridad Alimentaria de la República de Azerbaiyán.

## Biografía
Goshgar Tahmazli nació el 29 de mayo de 1970 en Zangilán. Estudió en la escuela secundari №5 en Bakú en 1977-1987. En 1994 se graduó de la Universidad de Medicina de Azerbaiyán. El mismo año ingresó en la Facultad de Política y Economía Mundial y se graduó en 1996. 
En 1995-1997 trabajó como médico en el Centro de Higiene y Epidemiología de Bakú. En 1997-2004 fue jefe del departamento en este centro. En 2004-2005 se desempeñó como director general del centro médico “Nabz”. En 2008-2016 fue director general de Medex LLC.
El 25 de diciembre de 2017, de acuerdo con la orden del Presidente de Azerbaiyán, Goshgar Tahmazli fue nombrado Presidente de la Agencia de Seguridad Alimentaria de la República de Azerbaiyán.

## Premios y títulos
- Medalla Taraggi (2017)[4]